# Куюков, Карипбек Телтаевич
Карипбе́к Телта́евич Кую́ков (в некоторых  источниках имя некорректно указано как Карикбек) (каз. Кәріпбек Телтайұлы Күйіков, род. 18 июля 1968 года, Егиндыбулак, Семипалатинская область) — казахстанский художник, рисующий при помощи губ и пальцев ног. 
Активист международного антиядерного движения.
Он родился без рук в результате радиационного облучения, которому были подвергнуты его родители во время испытаний на Семипалатинском ядерном полигоне.

## Изобразительное искусство
Картины Карипбека Куюкова выставлены в частных и государственных коллекциях Америки, Японии, Германии. Выставлялся в Японии, США, Германии, Турции, Китае и Казахстане. Тематика картин Куюкова связана с ядерной угрозой человечеству.

## Антиядерное движение
В 1989 году он в составе делегации движения «Невада — Семипалатинск» побывал в США, Германии, Японии и Турции. Выступал против испытаний на ядерном Семипалатинском полигоне. Живёт в Караганде.
В 2013 году Карипбеку Куюкову было отказано в выдаче въездной визы в Великобританию (для поездки на конференцию  по ядерному разоружению в Эдинбурге 17-18 апреля 2013 года) на основании того, что он не сдал отпечатки пальцев. Позже представители Министерства иностранных дел Великобритании сообщили, что при оформлении документов произошло недопонимание и заверили, что в скором времени виза будет выдана Куюкову.
В 2016 году президент Казахстана Нурсултан Назарбаев на встрече с президентом США Бараком Обамой во время Саммита по ядерной безопасности подарил последнему картину Куюкова «Взрыв».
В апреле 2022 года подарил картину с изображением сокола американскому актеру, режиссеру и сценаристу Жан-Клоду Ван Дамму.

## Награды
- Орден «Курмет»[7]